# 아카시시
아카시시(일본어: 明石市)는 일본 긴키 지방 중부, 효고현 남부의 아카시 해협과 접한 도시이다. 중핵시로 지정되어 있으며 2002년에 특례시로 지정된 적이 있다.

## 지리
아카시 플라네타륨은 동경 135도(UTC+09:00)에 있어 일본 표준시의 기준점으로 사용된다. 이름과 달리 아카시 해협 대교는 아카시시를 지나지 않고 고베시 다루미구와 아와지섬을 연결한다.
일본의 100대 명성 중 하나로 뽑힌 아카시성 유적이 산요아카시역과 JR 아카시역의 정북쪽에 위치하고 역 정거장에서 눈으로 보인다.

### 인접한 자치체
고베시(다루미구, 니시구), 가코가와시, 이나미정, 하리마정, (아카시 해협을 사이로)아와지시

## 역사
아카시는 전근대 시기에 아카시성이 있던 중요한 도시로 아카시번의 본거지였다.
- 1889년 4월 1일 - 정촌제 시행으로 아카시군 아카시정이 성립하였다.
- 1919년 11월 1일 - 아카시정이 시로 승격해 아카시시가 되었다.
- 1942년 1월 11일 - 아카시군 하야시자키촌을 편입하였다.
- 1951년 1월 10일 - 아카시군 오쿠보촌, 우오즈미촌, 가코군 후타미정을 편입해 현재의 시역이 되었다.
- 2001년 7월 21일 - 아카시 시민 여름 축제의 일부인 아카시 불꽃놀이 진행 도중에 사고가 발생하여 사망자 11명, 중경상자 247명이 발생하였다.
- 2002년 4월 1일 - 특례시로 지정되었다.
- 2018년 4월 1일 - 중핵시로 지정되었다.
- 2021년 4월 1일 - 인구가 30만 명을 돌파하였다.

## 교통

### 철도
- 서일본 여객철도
  - 산요 신칸센
  - 산요 본선

- 산요 전기 철도

### 도로
- 제2신메이도로(일본어판)
- 국도 2호선
- 국도 28호선
- 국도 제175호선 (일본)(일본어판)
- 국도 제250호선 (일본)(일본어판)
- 국도 제427호선 (일본)(일본어판)

## 인구
| 연도                         | 인구    | ±%     |
| ---------------------------- | ------- | ------ |
| 1920                         | 58,087  | —      |
| 1925                         | 63,665  | +9.6%  |
| 1930                         | 66,872  | +5.0%  |
| 1935                         | 72,397  | +8.3%  |
| 1940                         | 84,835  | +17.2% |
| 1945                         | 101,583 | +19.7% |
| 1950                         | 112,011 | +10.3% |
| 1955                         | 120,200 | +7.3%  |
| 1960                         | 129,780 | +8.0%  |
| 1965                         | 159,299 | +22.7% |
| 1970                         | 206,532 | +29.7% |
| 1975                         | 234,905 | +13.7% |
| 1980                         | 254,869 | +8.5%  |
| 1985                         | 263,363 | +3.3%  |
| 1990                         | 270,722 | +2.8%  |
| 1995                         | 287,606 | +6.2%  |
| 2000                         | 293,117 | +1.9%  |
| 2005                         | 291,027 | −0.7%  |
| 2010                         | 290,993 | −0.0%  |
| 2015                         | 293,409 | +0.8%  |
| 2020                         | 303,601 | +3.5%  |
| Akashi population statistics |         |        |

## 기후
| 아카시시의 기후                                              | 아카시시의 기후 | 아카시시의 기후 | 아카시시의 기후 | 아카시시의 기후 | 아카시시의 기후 | 아카시시의 기후 | 아카시시의 기후 | 아카시시의 기후 | 아카시시의 기후 | 아카시시의 기후 | 아카시시의 기후 | 아카시시의 기후 | 아카시시의 기후 |
| 월                                                           | 1월             | 2월             | 3월             | 4월             | 5월             | 6월             | 7월             | 8월             | 9월             | 10월            | 11월            | 12월            | 연간            |
| ------------------------------------------------------------ | --------------- | --------------- | --------------- | --------------- | --------------- | --------------- | --------------- | --------------- | --------------- | --------------- | --------------- | --------------- | --------------- |
| 역대 최고 기온 °C (°F)                                       | 16.5 (61.7)     | 18.1 (64.6)     | 22.1 (71.8)     | 27.4 (81.3)     | 29.4 (84.9)     | 33.4 (92.1)     | 36.3 (97.3)     | 37.2 (99.0)     | 34.9 (94.8)     | 30.7 (87.3)     | 25.2 (77.4)     | 22.4 (72.3)     | 37.2 (99.0)     |
| 일평균 최고 기온 °C (°F)                                     | 9.1 (48.4)      | 9.5 (49.1)      | 12.5 (54.5)     | 17.4 (63.3)     | 22.2 (72.0)     | 25.6 (78.1)     | 29.4 (84.9)     | 31.5 (88.7)     | 28.3 (82.9)     | 23.0 (73.4)     | 17.2 (63.0)     | 11.7 (53.1)     | 19.8 (67.6)     |
| 일일 평균 기온 °C (°F)                                       | 5.2 (41.4)      | 5.6 (42.1)      | 8.5 (47.3)      | 13.3 (55.9)     | 18.2 (64.8)     | 22.0 (71.6)     | 25.9 (78.6)     | 27.7 (81.9)     | 24.3 (75.7)     | 18.7 (65.7)     | 12.9 (55.2)     | 7.7 (45.9)      | 15.8 (60.5)     |
| 일평균 최저 기온 °C (°F)                                     | 1.5 (34.7)      | 1.7 (35.1)      | 4.4 (39.9)      | 9.3 (48.7)      | 14.6 (58.3)     | 19.0 (66.2)     | 23.4 (74.1)     | 24.9 (76.8)     | 20.8 (69.4)     | 14.6 (58.3)     | 8.7 (47.7)      | 3.7 (38.7)      | 12.2 (54.0)     |
| 역대 최저 기온 °C (°F)                                       | −4.3 (24.3)     | −4.2 (24.4)     | −1.7 (28.9)     | 0.4 (32.7)      | 6.5 (43.7)      | 12.7 (54.9)     | 17.7 (63.9)     | 18.8 (65.8)     | 11.3 (52.3)     | 5.8 (42.4)      | 1.5 (34.7)      | −2.2 (28.0)     | −4.3 (24.3)     |
| 평균 강수량 mm (인치)                                        | 35.1 (1.38)     | 50.7 (2.00)     | 83.6 (3.29)     | 89.5 (3.52)     | 115.4 (4.54)    | 150.5 (5.93)    | 152.3 (6.00)    | 86.2 (3.39)     | 162.6 (6.40)    | 118.1 (4.65)    | 59.2 (2.33)     | 48.7 (1.92)     | 1,156.6 (45.54) |
| 평균 강수일수 (≥ 1.0 mm)                                     | 5.0             | 6.5             | 8.8             | 9.0             | 9.0             | 10.7            | 9.7             | 5.9             | 9.2             | 7.6             | 5.9             | 5.8             | 93.1            |
| 평균 월간 일조시간                                           | 168.0           | 153.9           | 186.3           | 196.9           | 205.1           | 154.2           | 186.0           | 239.7           | 169.3           | 176.5           | 161.8           | 165.4           | 2,160.3         |
| 출처: 일본 기상청 (평년값: 1992년~2020년, 극값: 1992년~현재) |                 |                 |                 |                 |                 |                 |                 |                 |                 |                 |                 |                 |                 |

## 관련 사건 및 사고
- 아카시 불꽃축제 압사 사고